# Душан Вујошевић
Душан Вујошевић (Беране, 12. април 1912 — Бијело брдо, код Вишеграда, септембар 1943) био је учесник Народноослободилачке борбе и народни херој Југославије.

## Биографија
Рођен је 12. априла 1912. године у Беранама, у трговачкој породици, од оца Вучића и мајке Радосаве. Основну школу и шест разреда гимназије завршио је у родном месту. Због приступања револуционарном омладинском покрету, избачен је из гимназије, па је школовање наставио у Врбасу и Подгорици. После завршетка гимназије вратио се у родно место, где је радио у породичној трговачкој радњи.
Иако тада није био члан Комунистичке партије Југославије, дружио се с многим комунистима и помагао им у илегалном партијском раду - скривао је забрањене књиге и партијски материјал у својој радњи и др. Као учесник демонстрација 1935. године у Беранама, ухапшен је и неколико дана је провео у затвору.
Током априлског рата 1941. учествовао је у успешној одбрани границе ка Албанији према италијанским трупама и по пропасти војске се притајио у околини Берана. Одмах по избијању Тринаестојулског устанка, 1941. године, прикључио се Народноослободилачком покрету и убрзо постао један од најутицајнијих личности тог покрета у Беранама и околини. Најпре је био обичан борац - нишанџија на тешком митраљезу. А за храброст показану у борби против Италијана и балиста, у Поткомољу, још на самом почетку устанка похваљен је од Главног штаба НОП одреда Црне Горе, Боке и Санџака. Крајем 1941. године ступо је у Црногорско-санџачки НОП одред и с њим учествовао у нападу на Пљевља, 1. децембра 1941. године.
Приликом формирања Прве пролетерске ударне бригаде постао је вођа одељења тешког митраљеза у Првом ловћенском батаљону. Учествовао је у многим борбама бригаде, а посебно се истакао у борбама с четницима на Сињајевини и Дурмитору, борбама око Коњица, Јајца, на Иван-седлу, Главатичеву, Неретви, Сутјесци, и у борбама против Францетићеве „Црне легије“ на падинама Цинцара у околини Ливна. У чланство Комунистичке партије Југославије примила га је партијска ћелија Треће чете Првог батљаона Прве пролетерске бригаде.
У току пресудних момената битке на Сутјесци, поверен му је веома важан обавештајни задатак - морао је да се пробије кроз непријатељске редове и избије у село Обаљ и испита јачину непријатељских снага у рејону Калиновика. Иако су се на путу за Обаљ налазиле многе немачке јединице, а у селу четници, Душан је успео да преко старих познаника (из времена када се његов батаљон боравио у селу почетком 1942) неопажено уће у село и испита терен. После три дана вратио се неопжено преко Зеленгоре и Сутјеске и Штаб Прве пролетерске бригаде обавестио о распореду непријатељских снага. 
Када је Прва пролетерска ударна бригада, у лето 1943. године, после ослобођења Власенице, Хан Пијеска, Сребренице и Зворника, кренула у централну Босну, Душан је остао на терену између Зворника и Тузле са специјалним обавештајним задатком - да испита јачину четничких јединица на овом терену. Извршавајући задатак, прешао је Дрину и прикључио се четничком штабу, и са њим се кретао све док га у селу Бијело Брдо у околини Вишеграда, септембра 1943. године, није препознао један четнички доушник и пријавио. Четници су га одмах потом затворили и почели да испитују. Пошто није хтео да одговара на питања, после неколико дана мучења је заклан.
Указом Президијума Народне скупштине ФНР Југославије 20. децембра 1951. проглашен је за народног хероја.